# Pelochyta albipars
Pelochyta albipars là một loài bướm đêm thuộc phân họ Arctiinae, họ Erebidae.